# Portet
Portet ist eine französische Gemeinde mit 162 Einwohnern (Stand 1. Januar 2022) im Département Pyrénées-Atlantiques in der Region Nouvelle-Aquitaine (vor 2016: Aquitanien). Die Gemeinde gehört zum Arrondissement Pau und zum Kanton Terres des Luys et Coteaux du Vic-Bilh (bis 2015: Kanton Garlin).
Der Name in der gascognischen Sprache lautet Portèth. Die Bewohner der Gemeinde werden Portésiens und Portésiennes genannt.

## Geographie
Portet liegt circa 45 Kilometer nördlich von Pau in der Region Vic-Bilh der historischen Provinz Béarn am nordöstlichen Rand des Départements und grenzt an das benachbarte Département Gers.
Umgeben wird der Ort von den Nachbargemeinden:
|                    | Verlus (Gers)                               | Viella (Gers) |
| Moncla Castetpugon | Kompassrose, die auf Nachbargemeinden zeigt |               |
| Mascaraàs-Haron    | Tadousse-Ussau Diusse                       |               |

Portet liegt im Einzugsgebiet des Flusses Adour. Einer seiner Nebenflüsse, der Lées, durchquert mit seinen Zuflüssen Boulise und Larcis das Gebiet der Gemeinde.

## Geschichte
Die strategisch günstige Lage auf einer Anhöhe zwischen den Tälern der Flüsse Lées und Larcis führte schon in der Urgeschichte zur Ansiedlung von Menschen, wie zwei befestigte Lager aus jener Zeit belegen. Historiker deuten auf eine weitere Befestigungsanlage hin, die aber durch Erkundungen des Bodens nicht identifiziert werden konnte. Sie soll sich an der Stelle des früheren Dorfes oder der früheren Kirche befinden. An einem ehemaligen Gebäudekomplex aus gallorömischer Zeit sind Keramiken und Amphoren gefunden worden.
Im 12. Jahrhundert war Portet ein befestigter Ort angesichts der Lage an der Grenze zur Gascogne. Eine frühere Motte, auch „Justice“ (deutsch Gericht) genannt, unterstreicht diese Funktion. Eine Erhebung im Jahre 1684 bestätigt ihre Existenz. Sie hatte eine Kegelform und maß fünf Meter in der Höhe und war umsäumt von Gräben und einem Wall. Auf der Höhe des Erdhügels ist der Fuß eines Vierkantholzes gefunden worden, der als Basis eines Galgens dienen könnte. Dies könnte eine Erklärung für den Namen der Motte sein.
Das Dorf hatte im Mittelalter zunächst eine geringe Größe. Bei dem Zensus im Jahre 1385 wurden gerade einmal sieben Haushalte gezählt. Portet unterstand der Bailliage von Lembeye. Das Schloss Lavielle, der Wohnsitz des Grundherrn, datiert aus dem 16. Jahrhundert. Es handelt sich gleichzeitig um das Laienkloster.
Am 3. Juli 1944 kam es in Portet zu einer bewaffneten Auseinandersetzung zwischen deutschen Besatzungstruppen und Maquisards, französischen Partisanen der Résistance. 1.200 deutsche, in Pau stationierte Soldaten stürmten an diesem Tag das Dorf, um einen Sammelpunkt von 160 Widerstandskämpfern auszuheben, die sich seit der Landung der Westalliierten in der Normandie hier organisierten. Fünfzehn Maquisards und fünf Zivilisten sind in Portet bei dem Gefecht ums Leben gekommen. Die Häuser des Dorfes sind anschließend geplündert worden, zwanzig von ihnen in Brand gesteckt, darunter eines mitsamt den Besitzern. 45 Maquisards sind nach Pau verbracht, dort verhört und anschließend hingerichtet worden. Eine jährliche Veranstaltung und eine Gedenktafel erinnert an diesen Tag.
Toponyme und Erwähnungen von Portet waren:
- Porteg (1385, Volkszählung im Béarn),
- Pourtet (1675, réformation de Béarn, Manuskriptsammlung des 16. bis 18. Jahrhunderts),
- Portet (1750, Karte von Cassini),
- Saint-Laurens de Portet (1777, Grundstücksregister von Portet) und
- Portet (1793 und 1801, Notice Communale bzw. Bulletin des lois).[5][8][9]

### Einwohnerentwicklung
Nach Höchstständen der Einwohnerzahl von rund 630 in der Mitte des 19. Jahrhunderts reduzierte sich die Zahl bei kurzen Erholungsphasen bis zur Jahrtausendwende auf ein Niveau von rund 170, das bis heute gehalten wird.
| Jahr      | 1962 | 1968 | 1975 | 1982 | 1990 | 1999 | 2006 | 2009 | 2022 |
| --------- | ---- | ---- | ---- | ---- | ---- | ---- | ---- | ---- | ---- |
| Einwohner | 242  | 200  | 215  | 208  | 177  | 168  | 169  | 170  | 162  |

## Sehenswürdigkeiten
- Pfarrkirche, gewidmet Laurentius von Rom. Die Jahreszahl „1682“ an der Mauer des Friedhofs zeigt das Datum der Errichtung der Vorgängerkirche. Von dieser sind die nördliche Kapelle und der Glockenturm in dem heutigen Neubau integriert, der zwischen 1866 und 1870 nach Plänen des Architekten Gustave Lévy entstanden ist. Seine Fassade, die mit Statuen der Heiligen Petrus und Laurentius verschönert ist, wurde 1873 vollendet. Das einschiffige Langhaus mit einem Kreuzrippengewölbe öffnet sich nach Süden auf die Kapelle zu Ehren Marias, der Mutter Jesu Christi. Fünf Glasfenster sind Werke der Glasmalerei Mauméjean und stammen aus der Zeit des Neubaus. Viele weitere Gegenstände aus dem 17. bis 20. Jahrhundert werden im Inneren bewahrt, die als nationale Kulturgüter registriert sind.[12][13]

- Schloss Lavielle. Das ehemalige Laienkloster von Portet datiert teilweise aus dem 16. Jahrhundert, wie ein Kamin mit einem breiten Mantel und Gewänden aus gesickten Steinen belegt. In dieser Zeit gehörte es der Familie Abbadie d’Arricau, bevor es ein Jahrhundert später in den Besitz des Barons de Corbères gelangte. Auf der Karte von Cassini 1750 ist das Schloss unter dem Namen „La Badie“ eingetragen. Im 18. Jahrhundert ist das Schloss erweitert worden und nach 1881 erneut umgestaltet, als es an die Familie Lavielle verkauft wurde, die ihm ihren Namen gaben. Zu diesem Zeitpunkt sind auch die Pferdeställe entstanden. Das Gebäude besitzt zwei Stockwerke und ein zusätzliches in den beiden Eckpavillons. Es ist größtenteils aus Sandstein, Bruchsteinen und Ziegelsteinen im gemischten Mauerwerksverband und Putz errichtet. Die lang gezogenen Dachflächen sind mit Schiefer und Hohlziegeln gedeckt. Das Schloss ist in den ersten Jahren nach 2000 von seinen Besitzern renoviert worden und ist der Öffentlichkeit nicht zugänglich.[14][15]

## Wirtschaft und Infrastruktur

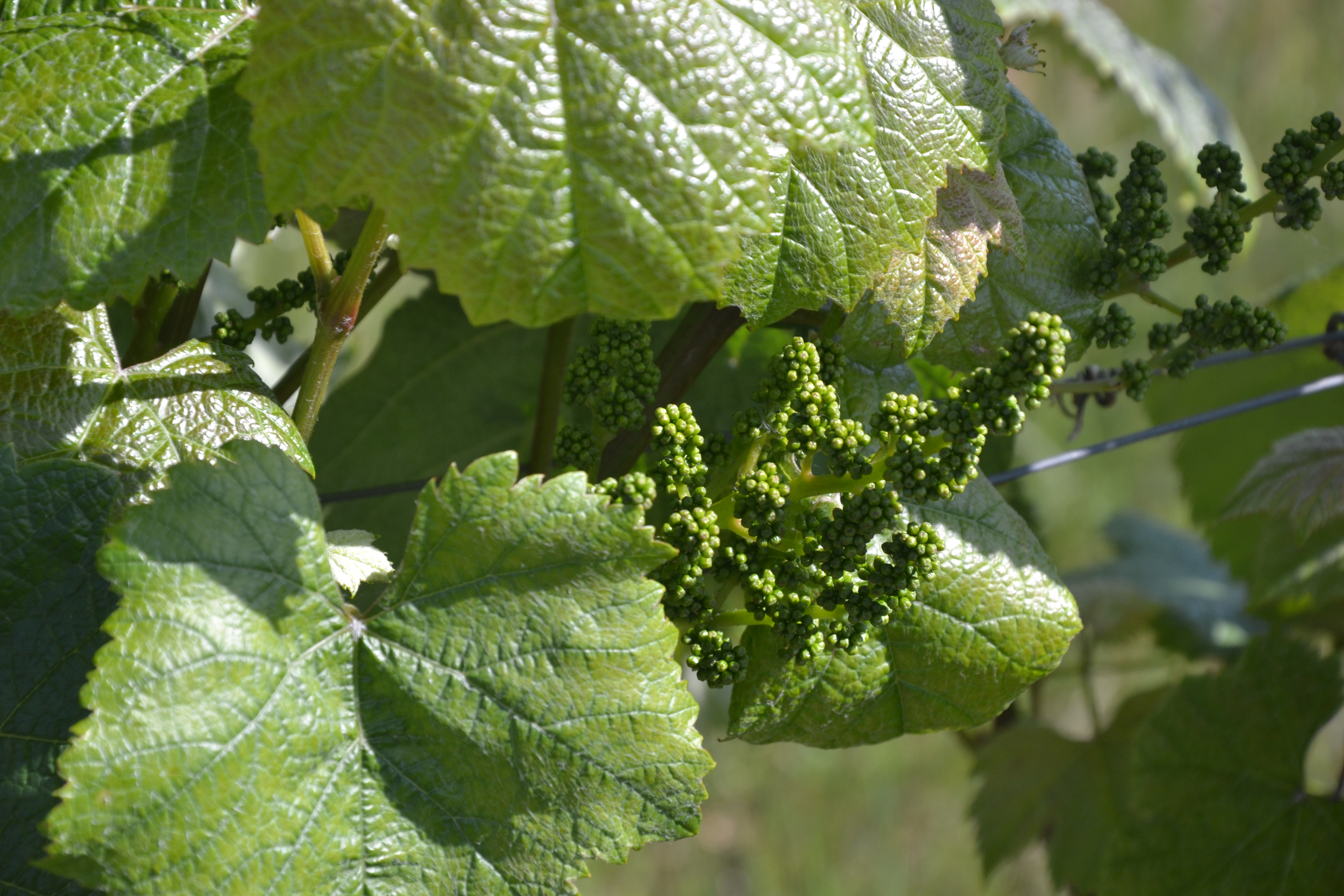
Weinrebe der AOC Pacherenc du Vic-Bilh

Portet liegt in den Zonen AOC der Weinanbaugebiete des Béarn, Madiran und Pacherenc du Vic-Bilh.

### Verkehr
Portet wird durchquert von den Routes départementales 13, 16, 41, 130 und 143.